# Brassemer de Patagonie
Tachyeres patachonicus
Espèce
Statut de conservation UICN

 LC  : Préoccupation mineure
Le Brassemer de Patagonie (Tachyeres patachonicus) est le plus petit membre du groupe des brassemers, mais aussi le seul qui soit capable de voler sur de longues distances.

## Description
Gros canard mesurant entre 66 et 71 cm, son plumage est essentiellement gris clair sauf le dessous qui est blanc.
La tête du mâle est gris pâle alors que celle de la femelle est brune. Le bec et les pattes sont jaunâtres.

## Répartition
Le Brassemer de Patagonie se rencontre au sud du Chili, en Argentine et dans les îles Falkland.

## Habitat
Il niche au bord des rivières et des lacs et passe l'hiver sur les côtes rocheuses.

## Biologie
Cette espèce vit en couple ou familles. Comme tous les brassemers, ces oiseaux sont agressifs et défendent vigoureusement leur territoire.
Le Brassemer de Patagonie vole bien, contrairement aux autres membres du groupe, mais répugne souvent à le faire ; il préfère fuir en nageant et en éclaboussant l'eau.

## Populations
La population est estimée à 11 000 à 26 000 individus, l'espèce n'est pas menacée.